# Бараксанова, Ирина Валерьевна
Ирина Валерьевна Бараксанова (узб. Irina Valeryevna Baraksanova; 4 июля 1969, Ташкент, Узбекская ССР, СССР) — советская гимнастка. Чемпионка мира и СССР. Заслуженный мастер спорта СССР.

## Биография
Родилась 4 июля 1969 года в Ташкенте. Начала заниматься спортивной гимнастикой в спортивной школе «Спартак» под руководством тренера Валентины Борисовой.
Ирина Бараксанова была известна своей грацией, обаянием и силой интерпретации, особенно в вольных упражнениях.
Открытием для любителей гимнастики она стала на VIII летней Спартакиаде народов СССР 1983 года, где впервые исполнила свои знаменитые вольные упражнения под вальс Евгения Доги из кинофильма «Мой ласковый и нежный зверь». Затем громко заявила о себе в 1984 году на Кубке СССР, завоевав серебро в опорном прыжке и бронзу в упражнениях на бревне и в многоборье. В этом же году стала чемпионкой СССР, победив в вольных упражнениях. Вошла в олимпийскую сборную СССР для участия в Олимпийских играх 1984 года в Лос-Анджелесе, но не смогла в них участвовать из-за бойкота соревнований Советским Союзом. В соревнованиях «Дружба-84», организованных как "альтернативная олимпиада", завоевала золотую медаль в составе советской сборной, занявшей первое место. В 1985 году получила серебро Кубка СССР в многоборье и бронзу в упражнениях на брусьях, а также вновь стала золотой медалисткой чемпионата СССР, победив в упражнениях на бревне.
Перешла под крыло тренеров ЦСКА Ирины и Виктора Разумовских, тренировавших сборную СССР. В том же году вошла в состав сборной, заявленной для участия в чемпионате мира в Монреале. По итогам чемпионата стала чемпионкой мира 1985 года, завоевав золото в командном зачёте.
Она прошла квалификацию для участия в финале многоборья и финале на брусьях, но в последний момент старший тренер женской команды Андрей Родионенко снял Ирину Бараксанову и Ольгу Мостепанову, объявив их больными, и заменил их на Елену Шушунову и Оксану Омельянчик. В результате Омельянчик и Шушунова поделили звание абсолютной чемпионки мира, набрав одинаковую сумму баллов. После этого высоких достижений Бараксанова уже не показывала и в 1987 году завершила спортивную карьеру.